# Morti nel 1325
| Questa pagina contiene informazioni ricavate automaticamente dalle voci biografiche con l'ausilio del template Bio e di un bot. L'aggiornamento è periodico e automatico e ricostruisce completamente la pagina. Se manca una persona in questa lista, sei pregato di non aggiungerla, ma accertati piuttosto che la sua voce biografica contenga il template Bio e che i dati anagrafici siano correttamente compilati. Se il template Bio manca, inseriscilo tu stesso o, in alternativa, metti l'avviso {{tmp\|Bio}} che ne segnala la mancanza. Se i dati riportati sono sbagliati, correggi direttamente la voce biografica; le modifiche saranno visibili in questa lista entro pochi giorni. Per chiarimenti vedi il progetto biografie. La lista contiene solo le 27 persone che sono citate nell'enciclopedia e per le quali è stato implementato correttamente il template Bio. Pagina aggiornata al 10 giu 2025. |

- 7 gennaio - Dionigi del Portogallo, re portoghese (n. 1261)
- 26 gennaio - Cecchino della Scala, militare italiano
- 9 marzo - Bannino da Polenta, nobile italiano
- 5 aprile - Rodolfo Morthermer, I Barone di Monthermer, nobile britannico (n. 1270)
- 3 maggio - Oddone della Sala, religioso e arcivescovo cattolico italiano
- 8 luglio - Ismaʿil I di Granada, sultano (n. 1279)
- 10 luglio - Leone Lambertenghi, vescovo cattolico italiano
- 4 settembre - Baybars al-Mansûrî, militare e storico
- 13 ottobre - Roberto VII d'Alvernia, conte
- 18 novembre - Giacomo III Oldofredi, politico italiano (n. 1251)
- 21 novembre - Jurij di Mosca, russo (n. 1281)
- 16 dicembre - Carlo di Valois, nobile francese (n. 1270)
- 20 dicembre - Agnese di Francia, duchessa (n. 1260)
- Gerard Appelmans, mistico olandese (n. 1250)
- Simone Avogadro, nobile italiano
- Bonifazio Boiardo, nobile italiano
- Branca Doria, nobile
- Edvige di Holstein, nobile tedesca (n. 1259)
- Giacomo di Sutri, vescovo italiano
- Keizan Jōkin, monaco buddhista e maestro zen giapponese (n. 1268)
- Amir Khusrow, poeta indiano (n. 1253)
- Raynaud de La Porte, cardinale e arcivescovo francese
- Rolando da Piazzola, giurista, umanista e politico italiano
- Alda Rangoni, nobile italiana
- Ormanno Tedici, abate e politico italiano
- Diego della Ratta, nobile italiano (n. 1285)
- Ghiyath al-Din Tughlaq, sultano indiano